# آپاندیس (فیلم)
آپاندیس فیلمی به کارگردانی حسین نمازی و تهیه‌کنندگی مقصود جباری است.
این فیلم در تاریخ ۲۲ آذر ۱۳۹۶ در سینماهای ایران اکران شده‌است.
آپاندیس برنده جایزه بهترین فیلمنامه از چهل و هفتمین جشنواره مونترال کانادا شده‌است.

## داستان فیلم
اثری اجتماعی است و وقایع روز اجتماع در آن روایت می‌شود. فیلم در بیمارستان می‌گذرد و از این لوکیشن خاص که پر از اضطراب و نگرانی است به مسایل جامعه اشاره دارد.

## بازیگران
- آنا نعمتی
- امیرعلی دانایی
- رضا اکبرپور
- سیمون سیمونیان
- پردیس منوچهری
- مرجان مومنی
- محمدعلی کیانی
- جمشید بهادری
- مرتضی علی عباس میرزایی
- محسن میری
- پگاه پور ضرابیان
- علی مهربانی
- اشکان نجاتی
- بهرام نوری
- سحر مهرانی
- صحرا اسدالهی
- حمیرا مهدوی
- شیوا سرمست
- نیوشا عبدالرحیمی

## حواشی
عدم انتخاب فیلم آپاندیس در سی و پنجمین دوره جشنواره فیلم فجر کسب جایزه بهترین فیلمنامه از جشنواره فیلم مونترال کانادا باعث به وجود آمدن بحث‌هایی در مورد این فیلم شد. نکته قابل توجه در این اتفاق، سکوت حسین نمازی در مقابل این موضوع بود. او تا ماه‌ها دربارهٔ عدم حضور فیلمش در جشنواره فیلم فجر با هیچ رسانه ای صحبت نکرد. بعد از اتمام جشنواره و تقسیم جوایز، فیلم آپاندیس برای اولین بار با حضور منتقدان و نویسندگان سینمای ایران در «خانه هنرمندان» نمایش داده شد. پس از نمایش فیلم، نقدهای متعددی در تحسین آن نوشته شد و چرایی عدم حضور این فیلم در جشنواره فیلم فجر، سؤال بی جواب منتقدین از مسوولین این جشنواره بود.
اولین مطلب توسط هوشنگ گلمکانی منتقد سرشناس و سردبیر ماهنامه سینمایی فیلم منتشر شد. او نوشت؛ «الان فیلم «آپاندیس» ساخته حسین نمازی را در خانه هنرمندان دیدم؛ فیلمی که در جشنواره فجر پذیرفته نشده بود. یک فیلم اولی خوب دیگر، با کارگردانی خوب، فیلمنامه دقیق و خوب مدل آثار فرهادی (منوهای پایان بلاتکلیفش) با دو بازی قابل توجه. فیلمی گیرا و دلپذیر که دست کم از ده فیلم موجود در جشنواره امسال بهتر است؛ شاید هم بیشتر !.....|»
نقدهای دیگری هم با تیترهای «یک پیشنهاد دلپذیر»، «موقعیت پردازی‌های منطقی»، «کامل‌ترین فیلم اولی»، «بهترین فیلمنامه سال»، «فیلمی قصه گو» و … منتشر شد.
جشنواره جهانی فجر در اردیبهشت ۱۳۹۶، این فیلم را به عنوان یکی از سه فیلم ایرانی بخش جلوه گاه شرق انتخاب کرد. سالن‌های نمایش این فیلم در تمام سانس‌هایش، حتی در ساعات پایانی شب، مملو از تماشاگر بود؛ و درحالیکه زمزمه‌هایی مبنی بر تعلق گرفتن حداقل دو جایزه به این فیلم به گوش می‌رسید، در روز اختتامیه هیچ جایزه ای به «آپاندیس» تعلق نگرفت. بعدها حسین نمازی یادداشتی با عنوان «آپاندیس و زخم‌های جشنواره فجری که بر اندامش مانده‌است» منتشر کرد. او در این یادداشت از جفاهایی که بر او رفته و مشکلاتی که عدم حضور فیلم «آپاندیس» در جشنواره فجر برای او و فیلمش بداشته اشاره کرد و گفت که هیچگاه مسوولین و هیئت انتخاب سی و پنجمین جشنواره فجر را نخواهد بخشید